# Mrkva (biljni rod)
Mrkva je biljni rod iz porodice štitarki. Široko je rasprostranjena, a pitoma mrkva često se upotrebljava u svjetskim kuhinjama.

## Povijest i rasprostranjenost
Mrkva potječe iz središnje Azije, a uzgaja se već tisućama godina. Izvorno je uzgajana zbog lišća koje se koristilo kao začin, no s vremenom su se selekcijom razvile sorte s različitim oblicima i bojama korjenastog dijela. Narančasta boja koja je danas najčešća rezultat je uzgoja u Nizozemskoj u 17. stoljeću. Danas je mrkva prisutna na svim kontinentima, a glavni svjetski proizvođači su Kina, Indija i Rusija.

## Hranjive tvari i zdravstvene prednosti
Mrkva je bogata hranjivim tvarima i ima mnoge zdravstvene prednosti. Najznačajnija hranjiva tvar u mrkvi je beta-karoten, kojeg tijelo pretvara u vitamin A. Vitamin A je važan za održavanje zdravlja vida, rasta i razvoja stanica, kao i za jačanje imunološkog sustava. Mrkva također sadrži vlakna koja podržavaju probavu i održavanje zdrave tjelesne težine. Također je izvor vitamina C, vitamina K, kalija i drugih važnih hranjivih tvari.
Redovita konzumacija mrkve može pružiti brojne zdravstvene koristi, uključujući smanjenje rizika od krvožilnih bolesti, poboljšanje vida i zdravlja kože te jačanje imunološkog sustava. Antioksidanti prisutni u mrkvi pomažu u borbi protiv slobodnih radikala i smanjenju upala u tijelu.

## Upotreba i priprema
Mrkva se može konzumirati na razne načine, a najčešće se jede sirova ili kuhana. Sirova mrkva je popularan zalogaj i često se koristi u salatama ili kao dodatak raznim umacima i jelima. Kuhane mrkve su sastojak mnogih jela, uključujući variva, juhe i priloge. Mrkva se također koristi za pripremu sokova, kašastih sokova (tzv. smoothieja) i kolača.
Ovaj rod štitarki raširen je po svim kontinentima. U Hrvatskoj postoje dvije vrste D. carota i D. dentatus.
U rod je uključena i vrsta patuljasta lažimoračina, koja je nekada uključivana u rod lažimoračina (Pseudorlaya). Zupčava mrkva (D. carota subsp. carota), podvrsta je obične mrkve. Sinonim joj je Daucus dentatus

## Vrste
1. Daucus aleppicus J.Thiébaut
2. Daucus arcanus García-Martín & Silvestre
3. Daucus aureus Desf.
4. Daucus biseriatus Murb.
5. Daucus broteri Ten.
6. Daucus carota L., obična mrkva
7. Daucus crinitus Desf.
8. Daucus decipiens (Schrad. & J.C.Wendl.) Spalik, Wojew., Banasiak & Reduron
9. Daucus della-cellae (Asch. & Barbey ex E.A.Durand & Barratte) Spalik, Banasiak & Reduron
10. Daucus durieua Lange
11. Daucus edulis (Lowe) Wojew., Reduron, Banasiak & Spalik
12. Daucus elegans (Webb ex Bolle) Spalik, Banasiak & Reduron
13. Daucus glaberrimus Desf.
14. Daucus glochidiatus (Labill.) Fisch., C.A.Mey. & Avé-Lall.
15. Daucus gracilis Steinh.
16. Daucus guttatus Sm.
17. Daucus hochstetteri A.Braun ex Engl.
18. Daucus humilis (Lobin & K.H.Schmidt) Rivas Mart., Lousã, J.C.Costa & Maria C.Duarte
19. Daucus incognitus (C.Norman) Spalik, Reduron & Banasiak
20. Daucus insularis (Parl.) Spalik, Wojew., Banasiak & Reduron
21. Daucus involucratus Sm.
22. Daucus jordanicus Post
23. Daucus junceus (Willk.) Mart.Flores & M.B.Crespo
24. Daucus littoralis Sm.
25. Daucus mauritii (Sennen ex Maire) Sennen
26. Daucus melananthus (Hochst.) Reduron, Spalik & Banasiak
27. Daucus microscias Bornm. & Gauba
28. Daucus minusculus Pau ex Font Quer
29. Daucus mirabilis (Maire & Pamp.) Reduron, Banasiak & Spalik
30. Daucus montanus Humb. & Bonpl. ex Schult.
31. Daucus muricatus (L.) L.
32. Daucus pedunculatus (Baker f.) Banasiak, Spalik & Reduron
33. Daucus pumilus (L.) Hoffmanns. & Link, patuljasta lažimoračina
34. Daucus pusillus Michx.
35. Daucus reboudii Coss. ex Batt.
36. Daucus ribeirensis (K.H.Schmidt & Lobin) Rivas Mart., Lousã, J.C.Costa & Maria C.Duarte
37. Daucus rouyi Spalik & Reduron
38. Daucus sahariensis Murb.
39. Daucus setifolius Desf.
40. Daucus syrticus Murb.
41. Daucus tenuisectus Coss. ex Batt.
42. Daucus virgatus (Poir.) Maire

## Sinonimi
- Agrocharis Hochst.
- Ammiopsis Boiss.
- Babiron Raf.
- Ballimon Raf.
- Carota Rupr.
- Caucaliopsis H.Wolff
- Ctenodaucus Pomel
- Durieua Boiss. & Reut.
- Gynophyge Gilli
- Heterosciadium Lange ex Willk.
- Melanaton Raf.
- Melanoselinum Hoffm.
- Meopsis (Calest.) Koso-Pol.
- Monizia Lowe
- Pachyctenium Maire & Pamp.
- Peltactila Raf.
- Platydaucon Rchb.
- Platyspermum Hoffm.
- Pomelia Durando ex Pomel
- Pseudorlaya Murb.
- Rouya Coincy
- Staflinus Raf.
- Tetrapleura Parl.
- Tiricta Raf.
- Tornabenea Parl.